# 충주호 유람선 화재
충주호 유람선 화재사고는 1994년 10월 24일 충청북도 단양군 충주호에서 충주호관광선 소속 충주 제5호 유람선에서 화재가 발생하며 전소된 사고로 30명의 사망자 또는 실종자가 발생했다.

## 사고 경위
충주 제5호
충주 제5호는 1986년 7월에 부산에서 건조되었다. 54톤급에 길이 28m, 폭 5m로, 워터제트식(물분사추진식) 디젤동력엔진을 사용하였다. 승선인원은 127명이다.
화재
충주 제5호는 1994년 10월 24일 16시에 단양읍의 신단양선착장에서 승무원 3명을 포함한 132명의 승객을 싣고 충주로 향하여 출발하였다. 16시 15분경, 구단양철교를 지날 때에 기관실쪽에서 화재가 발생하였고, 10여 분 사이에 선실과 갑판으로 옮겨붙었다. 유람선은 1시간 만에 전소되었다.

## 구조 및 수색
화재가 발생하자 승무원들은 승객들을 선실로 몰아 넣었다. 선실 내부는 연기로 자욱했고, 문은 열리지 않았다. 구명 조끼는 지급되지 않았다. 남자 승객들은 선실 유리를 깨고 선실내의 승객들을 끌어내었고, 인근의 유람선과 어선이 물에 뛰어든 승객들을 구조하였다.
경찰, 공무원, 소방대원들은 17시 20분 이후에 현장에 도착하였다. 구조대는 익사한 4구의 시신을, 선실 내부에서 불에 탄 3구의 시신을 확인하였다. 조명 기구가 없어 야간에는 수색을 하지 못했다. 배의 화재는 17시 20분경에 진압되었다. 사고 선박 주변에는 오일 펜스를 설치하였다.
10월 25일까지 모두 25구의 시신이 인양되었고, 5명은 실종되었다. 생존한 102명 중 33명은 중경상을 입었다.
시체 훼손 상태가 심해 사망자들의 신원 확인은 쉽지 않았다.
10월 26일에 4구의 시신이 발견되어 실종자는 1명이 되었다.

## 원인 분석 및 논란
구조대의 현장 도착이 늦었고, 승무원의 승객에 대한 안전 조치도 미흡했으며, 당국의 안전 점검과 감독이 소홀했음이 지적되었다.
해당 선박은 1993년 8월에 한국선급의 정기 검진에서 합격했었다.

## 사회적 여파
10월 21일의 성수대교 붕괴 3일 후에 발생한 사고여서 사고의 여파는 한국내 여행의 안전에 대한 의문으로까지 확대되었다.